# Blocage mental
Pour les articles homonymes, voir Blocage.

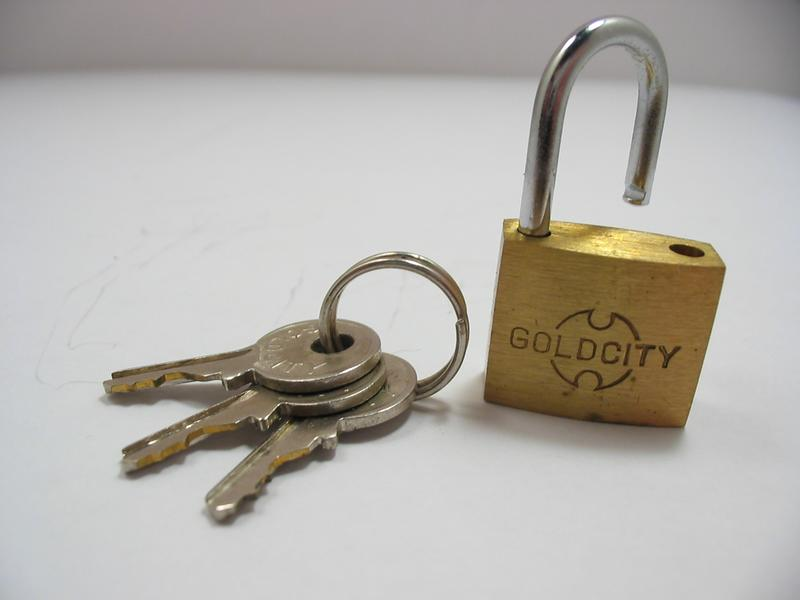
Un cadenas ou une serrure peut symboliser un blocage mental.

Un blocage mental est le refoulement des pensées douloureuses et négatives ou une incapacité à continuer un train de pensées, comme le blocage de l'écrivain. Un phénomène similaire survient lors d'une résolution de mathématiques qu'un individu considérerait auparavant comme simple. Dans le cas du blocage de l'écrivain, certains trouvent judicieux de revenir sur leur sujet après s'être éloignés pendant un temps de celui-ci.
Ce terme est souvent utilisé pour décrire l'incapacité temporaire de se rappeler un nom ou une information quelconque.